# Gut Abbenburg
Das Gut Abbenburg ist ein Rittergut und eine ehemalige Burganlage im Ortsteil Bökendorf der Stadt Brakel im Kreis Höxter in Nordrhein-Westfalen.

## Geschichte
Im Jahr 1302 vereinbarten die Grafen von Schwalenberg und der Bischof von Paderborn, beim Dorf Abbenhusen eine Burg und eine Stadt zu errichten. Die Burg wurde gebaut, zu einer Stadtgründung kam es gemäß dem bisherigen Forschungsstand nicht. In der ersten Zeit nach ihrer Gründung hatte die Abbenburg die Rolle einer Landesburg der Bischöfe von Paderborn, bis sie 1336 an die Familie von Asseburg verpfändet wurde. 1373 wechselte die Pfandschaft über die halbe Burg an die von Oeynhausen, während die andere Hälfte wohl in die Hände derer von Vlechten gelangte. Rund 90 Jahre später, 1465, wurde Gottschalk von Haxthausen mit der Burg belehnt, dessen Familie das Gut bis heute besitzt. Annette von Droste-Hülshoff verbrachte zwischen 1837 und 1845 mehrere Sommer bei ihrem Stief-Onkel Fritz von Haxthausen auf der Abbenburg und wurde von dortigen Geschehnissen zu ihrer Novelle „Die Judenbuche“ inspiriert.

## Beschreibung
Die Gutsanlage besteht aus einer annähernd quadratischen Hauptburginsel von 75 bis 80 m Seitenlänge. Die heute zugeschütteten Gräften waren ursprünglich Wällen vorgelagert. Das im Kern aus der Renaissance stammende Hauptgebäude befindet sich in der Südwestecke der Insel. Es wurde 1598 errichtet und 1833 komplett umgestaltet. Im 19. Jahrhundert wurde das Torhaus zu einem Neugotischen Turm ausgebaut. Nach Norden schließen die beiden Gebäude der Rentei an. Im Urkataster von 1834 sind weitere Gebäude am Nordrand und im Südosteck der Insel eingezeichnet. Im Westen folgt leicht nach Süden versetzt ein Gutshof aus dem 19. Jahrhundert.

## Gutsbezirk Abbenburg-Bökerhof
Zusammen mit dem benachbarten Gut Bökerhof bildete das Gut Abbenburg seit der Mitte des 19. Jahrhunderts den Gutsbezirk Abbenburg-Bökerhof im alten Kreis Höxter. Im Rahmen der Auflösung aller preußischen Gutsbezirke wurde dieser 1928 nach Bökendorf eingemeindet.